# Félines-Termenès
Félines-Termenès – miejscowość i gmina we Francji, w regionie Oksytania, w departamencie Aude.
Według danych na rok 1990 gminę zamieszkiwało 107 osób, a gęstość zaludnienia wynosiła 11 osób/km² (wśród 1545 gmin Langwedocji-Roussillon Félines-Termenès plasuje się na 795. miejscu pod względem liczby ludności, natomiast pod względem powierzchni na miejscu 769.).

## Zabytki
Zabytki w miejscowości posiadające status Monument historique:
- kościół Notre-Dame (Église Notre-Dame)